# Prva hrvatska košarkaška liga 2011-2012
La Prva hrvatska košarkaška liga 2011-2012 è stata la 21ª edizione del massimo campionato croato di pallacanestro maschile. La vittoria finale è stata ad appannaggio del Cibona Zagabria.

## Risultati

### Stagione regolare

#### Prima fase
|     | Squadra          | G  | V  | P  | PF   | PS   | Pt. | Qualificazione |
| --- | ---------------- | -- | -- | -- | ---- | ---- | --- | -------------- |
| 1.  | Zara             | 20 | 16 | 4  | 1661 | 1354 | 36  | poule scudetto |
| 2.  | Jolly Šibenik    | 20 | 15 | 5  | 1592 | 1495 | 35  | poule scudetto |
| 3.  | Spalato          | 20 | 14 | 6  | 1586 | 1510 | 34  | poule scudetto |
| 4.  | Zabok            | 20 | 11 | 9  | 1550 | 1510 | 31  | poule scudetto |
| 5.  | Brod             | 20 | 10 | 10 | 1418 | 1469 | 30  | poule scudetto |
| 6.  | Alkar            | 20 | 9  | 11 | 1489 | 1525 | 29  |                |
| 7.  | Vr. Osijek Darda | 20 | 8  | 12 | 1552 | 1526 | 28  |                |
| 8.  | Borik Puntamika  | 20 | 8  | 12 | 1434 | 1466 | 28  |                |
| 9.  | Kvarner 2010     | 20 | 8  | 12 | 1540 | 1603 | 28  |                |
| 10. | Križevci         | 20 | 8  | 12 | 1566 | 1639 | 28  |                |
| 11. | Dubrovnik        | 20 | 3  | 17 | 1442 | 1733 | 23  |                |

#### Seconda fase
|    | Squadra         | G  | V  | P  | PF   | PS   | PF/PS | Pt. | Qualificazione |
| -- | --------------- | -- | -- | -- | ---- | ---- | ----- | --- | -------------- |
| 1. | Cibona Zagabria | 14 | 14 | 0  | 1263 | 996  | +267  | 28  | playoffs       |
| 2. | Cedevita        | 14 | 11 | 3  | 1218 | 1022 | +196  | 25  | playoffs       |
| 3. | Spalato         | 14 | 10 | 4  | 1149 | 1120 | +29   | 24  | playoffs       |
| 4. | Zara            | 14 | 8  | 6  | 1031 | 985  | +46   | 22  | playoffs       |
| 5. | KK Zagabria     | 14 | 6  | 8  | 1212 | 1156 | +56   | 20  |                |
| 6. | Brod            | 14 | 3  | 11 | 964  | 1149 | -185  | 17  |                |
| 7. | Jolly Šibenik   | 14 | 2  | 12 | 1022 | 1209 | -187  | 16  |                |
| 8. | Zabok           | 14 | 2  | 12 | 1056 | 1278 | -222  | 16  |                |

#### Poule retrocessione
Girone retrocessione
|   | Squadra          | G  | V  | P  | PF   | PS   | PF/PS | Pt. | Qualificazione          |
| - | ---------------- | -- | -- | -- | ---- | ---- | ----- | --- | ----------------------- |
| 1 | Križevci         | 20 | 12 | 8  | 1575 | 1549 | +26   | 32  |                         |
| 2 | Kvarner 2010     | 20 | 11 | 9  | 1582 | 1555 | +27   | 31  |                         |
| 3 | Alkar            | 20 | 11 | 9  | 1591 | 1588 | +3    | 31  |                         |
| 4 | Vr. Osijek Darda | 20 | 10 | 10 | 1541 | 1540 | +1    | 30  |                         |
| 5 | Dubrovnik        | 20 | 8  | 12 | 1555 | 1608 | -53   | 28  | spareggio retrocessione |
| 6 | Borik Puntamika  | 20 | 8  | 12 | 1452 | 1456 | -4    | 28  | retrocessa in A2 Liga   |

Girone promozione
|   | Squadra       | G | V | P | Pt. | Qualificazione       |
| - | ------------- | - | - | - | --- | -------------------- |
| 1 | Osječki sokol | 8 | 7 | 1 | 15  | promossa in A1 Liga  |
| 2 | Crikvenica    | 8 | 6 | 2 | 14  | spareggio promozione |
| 3 | Dubrava       | 8 | 5 | 3 | 13  |                      |
| 4 | Međimurje     | 8 | 3 | 5 | 11  |                      |
| 5 | Poličnik      | 8 | 0 | 8 | 8   |                      |

Spareggio promozione/retrocessione
| Squadra 1 | Totale    | Squadra 2  | Andata  | Ritorno |
| --------- | --------- | ---------- | ------- | ------- |
| Dubrovnik | 174 - 129 | Crikvenica | 76 - 61 | 98 - 68 |

### Playoff
|  | Semifinali | Semifinali      | Semifinali |          |    | Finale          | Finale | Finale |  |
|  |            |                 |            |          |    |                 |        |        |  |
|  | 1.         | Cibona Zagabria | 2          |          |    |                 |        |        |  |
|  | 1.         | Cibona Zagabria | 2          |          |    |                 |        |        |  |
|  | 4.         | Zara            | 0          |          |    |                 |        |        |  |
|  | 4.         | Zara            | 0          |          | 1. | Cibona Zagabria | 3      |        |  |
|  |            |                 |            |          | 1. | Cibona Zagabria | 3      |        |  |
|  |            |                 | 2.         | Cedevita | 1  |                 |        |        |  |
|  | 2.         | Cedevita        | 2.         | Cedevita | 1  | 2               |        |        |  |
|  | 2.         | Cedevita        |            |          |    |                 |        |        |  |
|  | 3.         | Spalato         | 1          |          |    |                 |        |        |  |

| Prva hrvatska košarkaška liga 2011-2012 |
| --------------------------------------- |
| Cibona Zagabria 17º titolo              |

## Squadra vincitrice
| N° | Naz.                            | Ruolo | Sportivo          |  | Alt. |  |
| -- | ------------------------------- | ----- | ----------------- |  | ---- |  |
| 5  | Croazia (bandiera)              | G     | Davor Kus         |  | 191  |  |
| 6  | Croazia (bandiera)              | C     | Goran Suton       |  | 208  |  |
| 7  | Croazia (bandiera)              | C     | Tomislav Zubčić   |  | 208  |  |
| 9  | Croazia (bandiera)              | AP    | Damjan Rudež      |  | 206  |  |
| 12 | Croazia (bandiera)              | C     | Pavle Marčinković |  | 208  |  |
| 20 | Croazia (bandiera)              | A     | Marin Rozić       |  | 201  |  |
| 24 | Rep. Ceca (bandiera)            | C     | Tomáš Hampl       |  | 215  |  |
| 31 | Croazia (bandiera)              | AG    | Andrija Žižić     |  | 206  |  |
| 32 | Croazia (bandiera)              | AG    | Marko Arapović    |  | 203  |  |
| 42 | Stati Uniti (bandiera)          | P     | Khalid El-Amin    |  | 179  |  |
| 44 | Bosnia ed Erzegovina (bandiera) | P     | Zack Wright       |  | 188  |  |
| 55 | Croazia (bandiera)              | AG    | Hrvoje Kovačević  |  | 208  |  |
|    | Croazia (bandiera)              | All.  | Jasmin Repeša     |  |      |  |